# Campeonato Manomanista de Segunda Categoría
El Campeonato manomanista es la máxima competición de la pelota mano profesional. Desde el año 1957 se disputa paralelamente el denominado Manomanista de 2ª Categoría, reservado para pelotaris debutantes y de menor nivel, que no alcanzan el nivel de los pelotaris que juegan en los partidos estelares de los festivales de pelota. Tradicionalmente el vencedor del Manomanista de 2ª al año siguiente tiene derecho a disputar el también denominado Manomanista de 1ª.
Este campeonato de segunda categoría ha servido de trampolín para futuros campeones de primera como Retegi I, Retegi II, Arretxe, Beloki y Olaizola II. El pelotari que ha disputado más finales es Elguea, con un total de cuatro finales, donde únicamente pudo conseguir una única victoria.

## Palmarés
| Año      | Campeón           | Subcampeón            | Tanteo        | Frontón                         |
| -------- | ----------------- | --------------------- | ------------- | ------------------------------- |
| 1957     | Del Val           | Otxoa                 | 22-08         | Vitoriano                       |
| 1958     | García Ariño II   | Azkarate              | 22-20         | Deportivo                       |
| 1959     | Arcaya            | Elguea                | 22-11         | Deportivo                       |
| 1960     | Lejarazu          | Atano X               | 22-09         | Deportivo                       |
| 1961     | Atano X           | Elguea                | 22-20         | Astelena                        |
| 1962     | García Ariño II   | Elguea                | 22-17         | Beotibar                        |
| 1963     | Elguea            | Vergara I             | 22-14         | Astelena                        |
| 1964     | Tapia I           | Pascual               | 22-16         | Municipal de Bergara            |
| 1965     | Vergara I         | Andueza III           | 22-17         | Beotibar                        |
| 1966     | Andueza III       | Retegi I              | 22-05         | Anoeta                          |
| 1967     | Retegi I          | Lajos                 | 22-14         | Municipal de Bergara            |
| 1968     | Elorza            | Del Val II            | 22-12         | Astelena                        |
| 1969     | Nalda II          | Madrid                | 22-18         | Adarraga                        |
| 1970     | Oreja II          | Del Val II            | 22-16         | Beotibar                        |
| 1971     | Erostarbe         | Arruabarrena          | 22-10         | Beotibar                        |
| 1972     | Arruabarrena      | Arozena               | 22-19         | Municipal de Bergara            |
| 1973     | Gorostiza         | Guereñu               | 22-03         | Vitoriano                       |
| 1974     | Beristain         | Chichan               | 22-21         | Labrit                          |
| 1975     | Retegi II         | García Ariño IV       | 22-10         | Anoeta                          |
| 1976     | Maiz II           | Salbidea              | 22-14         | Anoeta                          |
| 1977     | Unsain            | Alberdi               | 22-18         | Anoeta                          |
| 1978     | Txoperena II      | Urkiza                | 22-18         | Anoeta                          |
| 1979     | Andueza VI        | Arcelus               | 22-12         | Anoeta                          |
| 1980     | Herrán            | Txoperena II          | 22-02         | Anoeta                          |
| 1981     | Luke              | Urkiri                | 22-16         | Anoeta                          |
| 1982     | Retegi IV         | Urkiri                | 22-17         | Anoeta                          |
| 1983     | Esnaola           | Alustiza              | 22-07         | Anoeta                          |
| 1984     | Alustiza          | Urra                  | 22-08         | Anoeta                          |
| 1985     | Etxenagusia       | Soroa III             | 22-03         | Anoeta                          |
| 1986     | Arretxe           | Urzainqui             | 22-12         | Anoeta                          |
| 1987     | Urra              | Errasti               | 22-16         | Anoeta                          |
| 1988     | Ansotegi          | Murga                 | 22-16         | Anoeta                          |
| 1989     | Urzainqui         | Soroa III             | 22-20         | Anoeta                          |
| 1990     | Soroa III         | Errasti               | 22-17         | Anoeta                          |
| 1991     | Errasti           | Muntion               | 22-08         | Anoeta                          |
| 1992     | Irazola           | Urra                  | 22-21         | Anoeta                          |
| 1993     | Beloki            | Irazola               | 22-10         | Anoeta                          |
| 1994     | Santi             | Armendariz            | 22-10         | Deportivo                       |
| 1995     | Lasa III          | Ariznabarreta         | 22-20         | Ogueta                          |
| 1996     | Lasa III          | Ariznabarreta         | 22-04         | Ogueta                          |
| 1997     | Koka              | Goñi II               | 22-20         | Atano III                       |
| 1998 (1) | Esain y Zearra    | Badiola III y Minguez | 22-10 y 22-06 | Labrit y Donibane               |
| 1999 (1) | Rai y Olaizola II | Barriola y Hirigoyen  | 22-08 y 22-16 | Municipal de Bergara y Astelena |
| 2000     | González          | Imaz                  | 22-15         | Atano III                       |
| 2001     | Berraondo         | Xala                  | 22-16         | Atano III                       |
| 2002     | Pascual           | Apeztegia             | 22-18         | Atano III                       |
| 2003     | Peñagarikano      | Berraondo             | 22-09         | Aritzbatalde                    |
| 2004     | Galarza V         | Berraondo             | 22-12         | Labrit                          |
| 2005     | Leiza             | Galarza VI            | 22-08         | Amorebieta IV                   |
| 2006     | Berasaluze IX     | Arretxe II            | 22-21         | Labrit                          |
| 2007     | Urberuaga         | Galarza VI            | 22-14         | Amorebieta IV                   |
| 2008     | Retegi Bi         | Larralde              | 22-09         | Amorebieta IV                   |
| 2009     | Beroiz            | Argote                | 22-13         | Beotibar                        |
| 2010     | Aritz Lasa        | Beroiz                | 22-15         | Beotibar                        |
| 2011     | Olaetxea          | Merino                | 22-18         | Adarraga                        |
| 2012     | Jaunarena         | Ezkurdia              | 22-16         | Labrit                          |
| 2013     | Untoria           | Elezkano II           | 22-15         | Labrit                          |
| 2014     | Rezusta           | Ibai Zabala           | 22-10         | Beotibar                        |
| 2015     | Víctor            | Irribarria            | 22-17         | Beotibar                        |
| 2016     | Mendizabal III    | Gorka                 | 22-14         | Labrit                          |
| 2017     | Arteaga II        | Bakaikoa              | 22-18         | Labrit                          |
| 2018     | Bakaikoa          | Erasun                | 22-18         | Labrit                          |
| 2019     | Darío             | Elordi                | 22-12         | Labrit                          |
| 2020     | Arteaga II        | Elordi                | 22-12         | Beotibar                        |
| 2021     | P. Etxeberria     | Egiguren V            | 22-7          | Labrit                          |
| 2022     | Alberdi           | Salaberria            | 22-10         | Labrit                          |
| 2023     | Bakaikoa          | Salaberria            | 22-20         | Labrit                          |
| 2024     | Iker Larrazabal   | Asier Agirre          | 22-21         | Labrit                          |

(1) En las ediciones de 1998 y 1999 se disputaron dos torneos por la falta de acuerdos entre las dos empresas de pelota mano, ASPE y Asegarce.

## Títulos por provincias
| Provincia | Txapelas | Pelotaris |
| Guipúzcoa | 23       | Arteaga II 2, Andueza III 1, Andueza VI 1, Erostarbe 1, Arruabarrena 1, Atano X 1, Tapia I 1, Esnaola 1, Alustiza 1, Etxenagusia 1, Urra 1, Beristain 1, Berraondo 1, Unsain 1, Errasti 1, Koka 1, Peñagarikano 1, Aritz Lasa 1 , Olaetxea 1, Rezusta 1, Mendizabal III 1 y Alberdi 1 |
| Navarra   | 22       | Lasa III 2, Vergara I 1, Retegi I 1, Oreja II 1, Retegi II 1, Maiz II 1, Txoperena II 1, Retegi IV 1, Arretxe 1, Urzainqui 1, Soroa III 1, Beloki I 1, Esain 1, Olaizola II 1, Pascual 1, Galarza V 1, Retegi Bi 1, Beroiz 1 , Jaunarena 1, P. Etxeberria 1 y Bakaikoa 1              |
| Vizcaya   | 12       | Garcia Ariño II 2, Gorostiza 1, Elguea 1, Ansotegi 1, Luke 1, Lejarazu 1, Irazola 1, Berasaluze IX 1, Leiza 1, Urberuaga 1 y Zearra 1 |
| La Rioja  | 7        | Del Val 1, Herrán 1, Nalda II 1 , Santi 1, Untoria 1, Víctor 1 y Darío 1. |
| Álava     | 2        | Arcaya 1, Iker Larrazabal 1 |
| Lapurdi   | 1        | González 1 |
| Burgos    | 1        | Rai 1 |

- Datos: Q1135440